# Los Pinos, Pinal de Amoles
Los Pinos är en ort i Mexiko.   Den ligger i kommunen Pinal de Amoles och delstaten Querétaro Arteaga, i den centrala delen av landet, 210 km norr om huvudstaden Mexico City. Los Pinos ligger 2 391 meter över havet och antalet invånare är 330.
Terrängen runt Los Pinos är huvudsakligen bergig, men den allra närmaste omgivningen är kuperad. Runt Los Pinos är det ganska tätbefolkat, med 54 invånare per kvadratkilometer. Närmaste större samhälle är Pinal de Amoles, 11,1 km söder om Los Pinos. I omgivningarna runt Los Pinos växer i huvudsak blandskog.